# Doesburg

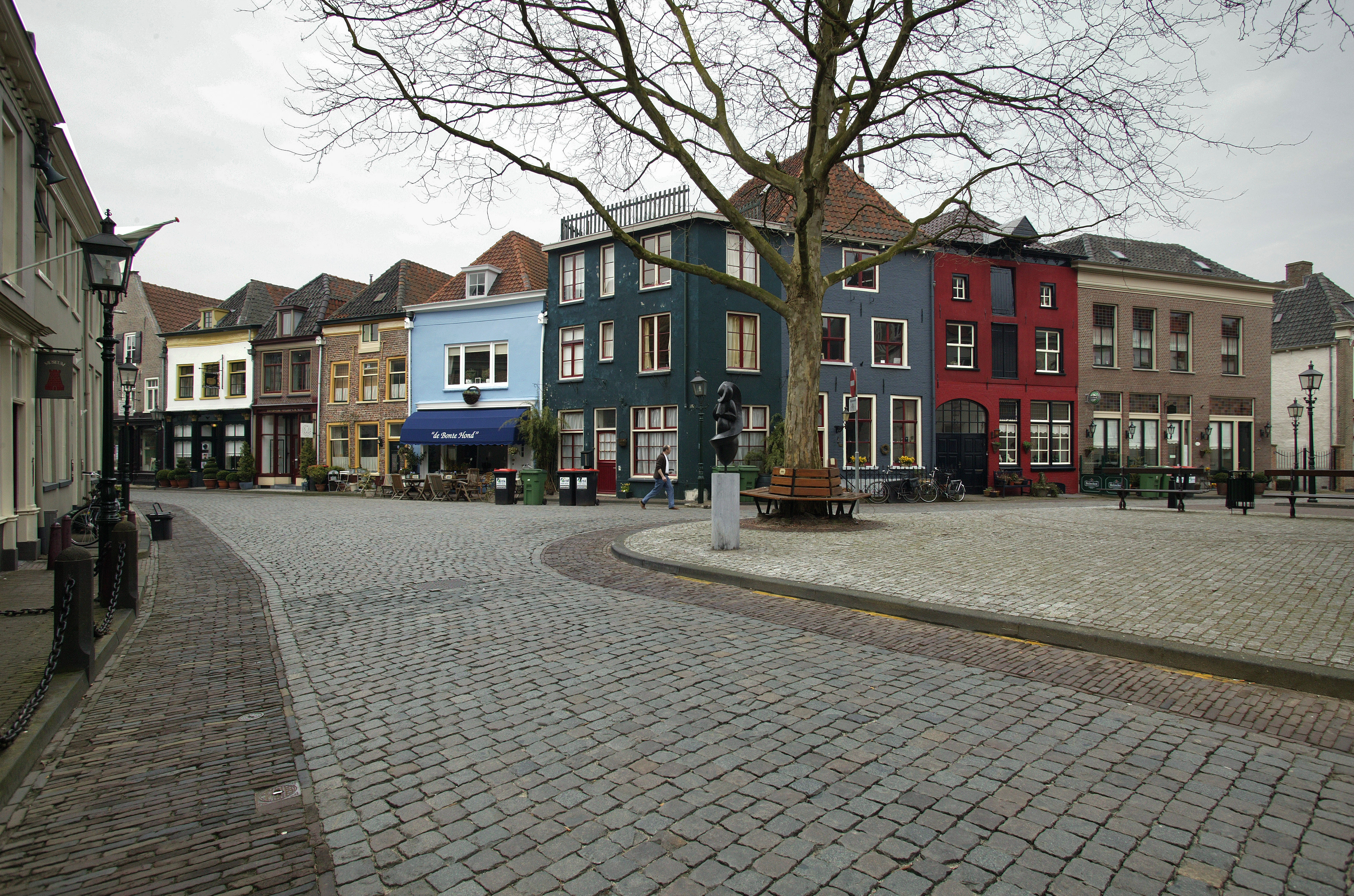
Doesburg.

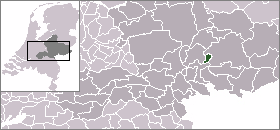
Doesburgs läge

Doesburg är en kommun i provinsen Gelderland i Nederländerna. Kommunens totala area är 12,90 km² (där 1,26 km² är vatten) och invånarantalet är på 11 406 invånare (2005).